# Ty – sirka
Die Castingshow Ty – sirka (kyrill. Ти – зірка, dt. etwa Du bist ein Star) ist das ukrainische Auswahlverfahren für den Teilnehmer des Landes am Eurovision Song Contest 2006.
Nach dem schlechten Abschneiden der Ukraine 2005 im eigenen Land entschied sich der für die Teilnahme zuständige ukrainische Fernsehsender NTU (Natsionalna Telekompanija Ukraïny), 2006 einen neuen Weg bei der Auswahl des Interpreten einzuschlagen.
In Ty – sirka wurden zwölf potentielle ESC-Teilnehmer in Castings ausgewählt und traten in mehreren Fernsehshows gegeneinander an. In einem zweiwöchentlichen Rhythmus wählten die Fernsehzuschauer Kandidaten aus der Show heraus, bis als Finalisten Tina Karol, Irotschka Rosenfeld und Kyrylo Turytschenko übrig blieben. Diese präsentieren in einer großen Finalsendung am 11. März je einen Song. Per Zuschauervoting und Expertenjury wird daraus der Siegertitel ausgewählt.